# Премия имени С. О. Макарова
Премия имени С. О. Макарова — премия, присуждаемая с 1996 года Российской академией наук. Присуждается Отделением океанологии, физики атмосферы и географии за выдающиеся научные труды, открытия и изобретения в области океанологии.

Премия названа в честь С. О. Макарова.

## Лауреаты премии
- 1996 — доктор физико-математических наук Михаил Николаевич Кошляков — за цикл работ, посвящённых открытию и исследованию синоптических вихрей Мирового океана
- 1999 — доктор физико-математических наук Юрий Александрович Иванов — за цикл работ по изучению климата океана и процессов нестационарного взаимодействия океана и атмосферы
- 2005 — кандидат физико-математических наук Александр Александрович Ветров и доктор геолого-минералогических наук Евгений Александрович Романкевич — за монографии «Цикл углерода в арктических морях России» и «Carbon cycle in the Arctic seas»
- 2009 — академик РАН Геннадий Васильевич Смирнов — за цикл авторских патентов на изобретения в области океанологии «Технические средства экспериментальных исследований в океане, технические решения в метрологии океанологических измерительных приборов и методология экспериментальных исследований в океане»
- 2011 — академик РАН Артём Саркисович Саркисян — за серию работ по математическому моделированию климатических характеристик Мирового океана и морей России
- 2014 — академик РАН Валерий Григорьевич Бондур — за серию научных работ «Новые методы и результаты аэрокосмических исследований океана»
- 2017 — академик РАН Геннадий Григорьевич Матишов — за цикл работ «Использование морских млекопитающих в служебных целях»
- 2020 — член-корреспондент РАН Геннадий Константинович Коротаев — за цикл работ «Развитие методов и систем прогноза состояния морской среды»
- 2023 — доктор геолого-минералогических наук Михаил Аркадьевич Левитан — за монографию «Плейстоценовые отложения Мирового океана»